# حقوق زنان

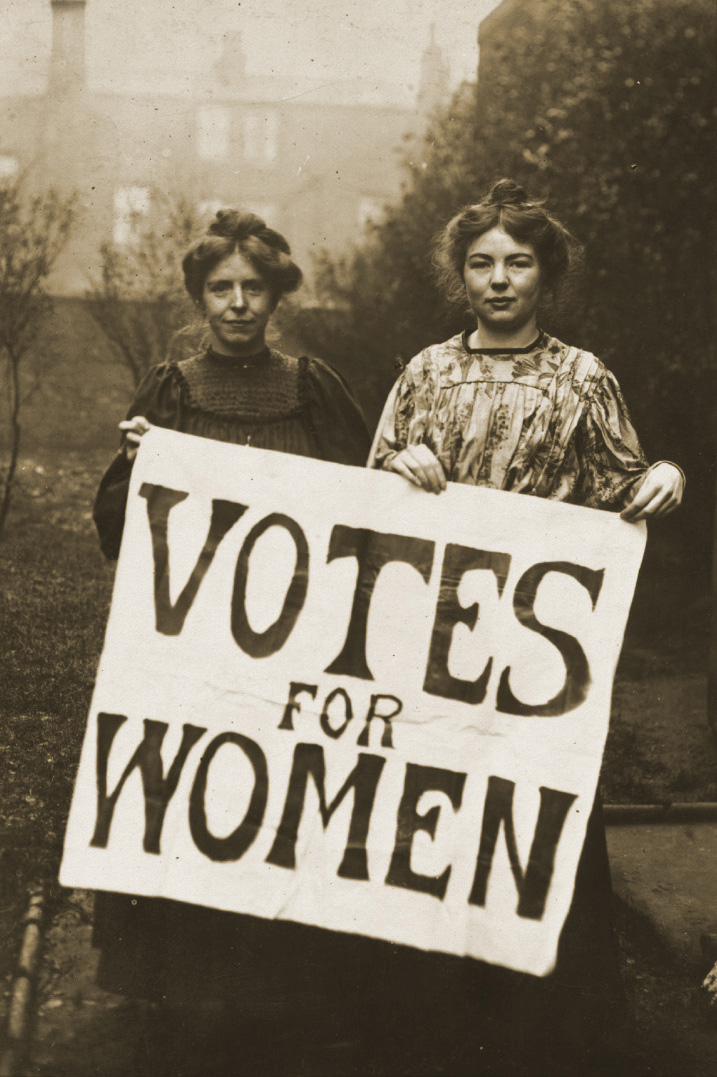
اِنی کِنی و کریستابل پَنک‌هِرست در کمپینی برای حق رأی زنان

حقوق زنان اصطلاحی است که اشاره به آزادی و حقوق زنان در تمامی سنین دارد و در پی نادیده گرفته شدن مکرر حق زنان در تاریخ این کلمه تا کنون گسترش زیادی یافته و در جامعه رواج داشته است. ممکن است این حقوق توسط قانون یا رسوم سنتی یا اخلاقی در یک جامعه به رسمیت شناخته شوند یا نشوند. دلیل گروه‌بندی خاص این حقوق تحت عنوان زنان و جدا کردن آن از حقوق عام‌تری مثل حقوق بشر این است که بنا بر تئوری، این حقوق در بدو زاده شدن برای تمام بشر به رسمیت شناخته می‌شوند اما مدافعان حقوق زنان نشان می‌دهند که به دلایل تاریخی و فرهنگی زنان و دختران بیشتر از مردان از شمول این حقوق خارج می‌شوند.
مبحث حقوق زنان معمولاً شامل - و نه منحصر به - این موارد می‌شود: تمامیت بدنی و خودمختاری، حق رای، حق کار، حق دستمزد برابر به خاطر کار برابر. حق مالکیت، حق تحصیل، حق شرکت در ارتش، حق مشارکت در قراردادهای قانونی و در نهایت حقوق سرپرستی، ازدواج و مذهبی.

## دستمزد برابر برای زنان و مردان
در قرن نوزدهم تعداد فزاینده‌ای از زنان شروع به کار در فعالیت‌های صنعتی نمودند. در نتیجه، نگرانی برخی از اصلاح طلبان اجتماعی در زمینه تأثیر ساعت‌های طولانی و شرایط کاری نامناسب بر سلامت زنان افزایش پیدا کرد. اتحادیه مصرف‌کنندگان ملی در سال ۱۸۹۹، و اتحادیه تجارت زنان در سال ۱۹۰۳ تأسیس شد این مراکز با هدف افزایش تلاش‌ها به منظور کم نمودن ساعات کاری زنان و مشخص نمودن نوع فعالیتی که این قشر توانایی انجام ان را دارند، به‌وجود آمد. تا سال ۱۹۰۸، نوزده قانون برای کم کردن ساعات کار زنان یا لغو کار شبانه برای این افراد در ایالت‌های مختلف آمریکا تصویب شد. با توجه به اینکه تعداد بیشتری از زنان در طول جنگ جهانی اول (۱۹۱۴–۱۹۱۸) وارد بازار کار شدند، این روند باعث شد که در سال ۱۹۲۰ دفتر زنان در وزارت کار ایجاد شود و باعث شروع تصویب قوانین جدید برای محافظت از زنان شاغل شود.
قوانین حفاظتی برای زنان همواره در طول تاریخ یک موضوع بحث‌برانگیز در جنبش زنان بوده است. مخالفان قوانین حفاظتی بر این عقیده هستند که قوانین تصویب شده برای محافظت از زنان حتی در موارد کاری، مبارزه زنان برای برابری با مردان را بی‌اثر می‌نماید. آن‌ها ادعا می‌کنند که قوانین کار مبتنی بر جنسیت، زنان را به عنوان گزینه‌های ضعیف و بی دفاع به حساب می‌آورد و موقعیت‌های شغلی آن‌ها را محدود می‌نماید و همچنین باعث تقویت نظریه ماندن زنان در خانه می‌شود. قوانین حفاظتی بارها و بارها در دادگاه‌ها به چالش کشیده شد. در دادگاهی که در سال۱۸۹۵ تشکیل شد، دیوان عالی ایلینوی حکم داد که با محدود کردن مدت زمان کاری زنان به هشت ساعت، قوانین تصویب شده در این زمینه نقض می‌شوند و در نتیجه این اقدام مخالف با متمم چهاردهم قانون اساسی در مورد حفاظت برابر می‌باشد. در لاکنر و نیویورک (۱۹۰۵) دیوان عالی کشور همه شرایط حفاظتی را خلاف قانون اساسی شناخت. تصمیمی که در دادگاه لاکنر گرفته شد، سه سال بعد مورد تجدید نظر قرار گرفت. حقوقدان آمریکایی لوئیس براندیس در این مورد بیان می‌کند که در نقش زنان به عنوان مادر لازم است تا در محل کار از آن‌ها حمایت ویژه‌ای صورت بپذیرد. دادگاه‌های آمریکا بارها و بارها از تعیین قوانین برای مشخص کردن حداقل دستمزد در مورد زنان طفره رفتند. در دادگاهی که سال۱۹۲۳ برگزار شد، دیوان عالی بیان کرد که تعیین حداقل دستمزد برای زنان؛ آزادی برای تعیین شرایط در قراردادها را نقض می‌کند. با این حال، تصویب قانون استاندارد ملی کار (۱۹۳۸) میزان حداقل دستمزد را مشخص نمود که برای مردان و زنان به صورت یکسان در نظر گرفته شد. در سال ۱۹۶۹ کمیسیون ایجاد فرصت‌های شغلی یکسان (EEOC) قوانین حفاظتی برای زنان را نامعتبر اعلام کرد.

### حقوق زنان در کشورهای در حال توسعه
بر اساس یک نقل قول قدیمی منسوب به آکسفام، زنان که تقریباً نیمی از جمعیت دنیا را تشکیل می‌دهند «حدود دو سوم از کارهای دنیا را انجام داده، تنها ده درصد از درآمد جهانی را به دست می‌آورند، و کمتر از یک درصد از دارایی جهان را در اختیار دارند». گرچه صحت این آمار بر اساس داده‌های جدید زیر سؤال رفته است، ولی همچنان سهم زنان از درآمد جهانی بیش‌تر از ۲۳٫۵٪ تا ۳۶٪ برآورد نمی‌شود. این موضوع نشان می‌دهد که بیشتر کار آن‌ها بی مواجب و اغلب در ارتباط با وظایف خانه‌داری مانند به دنیا آوردن و پرورش کودکان، نظافت و حفظ خانوار، نگهداری از سالمندان و بیماران است. علاوه بر کارهای روزمره خانگی، همچنین بسیاری از زنان کارهای خارج از خانه را تقریباً با دستمزد پایین انجام می‌دهند. از یک میلیارد بی‌سواد در سطح جهان، دو سوم آن‌ها زنان هستند و بیش از ۵۳٪ از کودکان محروم از آموزش ابتدایی را دختران تشکیل می‌دهند، اگرچه این وضعیت رو به بهبود است، چنان‌که بین سال‌های ۱۹۹۹ تا ۲۰۰۸ تعداد کودکانی که تحصیل بازماندند از ۱۱۵ به ۶۷ میلیون نفر کاهش یافت.

## حق رای
حق رأی زنان که به معنی حق شرکت زنان در انتخابات است، از مهم‌ترین رویدادهای تکامل اولیهٔ جنبش‌های مدافع حقوق زنان بود. هواخواهان حق رأی زنان که سافروجت‌ها نیز نامیده می‌شدند، کسب حق رأی دادن را مقدمه مشارکت سیاسی زنان می‌دانستند.

## حقوق مالکیت
با آغاز دهه ۱۸۳۰، ایالتهای آمریکا قوانین و اساسنامه‌ای را تصویب نمودند که در ان زنان متأهل کنترل بیشتری نسبت به اموالشان را در دست می‌گرفتند. ایالت نیویورک در سال ۱۸۴۸ قانون حق مالکیت زنان متأهل را به تصویب رساند، که بر طبق ان زنان اجازه پیدا می‌کردند تا دارایی‌های خود را مستقل از شوهران خود حفظ و نگهداری نمایند. این اولین بار بود که چنین قانونی در مورد حمایت از زنانی که ازدواج کرده‌اند تصویب شد و زنان از یک هویت حقوقی مستقل و قانونی برخوردار شدند. قانون جدید که در نیویورک تصویب شد الهام بخش تقریباً تمام ایالت‌های دیگر در آمریکا شد که در نهایت ان ایالت‌ها نیز قوانین مشابهی را تصویب نمودند.

## حق آموزش و پرورش

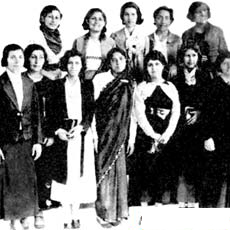
اولین گروه از زنان ایرانی که وارد دانشگاه شدند

حق آموزش حقی جهان‌شمول برای همگان است. این حق در میثاق بین‌المللی حقوق اقتصادی، اجتماعی و فرهنگی به عنوان یکی از حقوق اولیه بشر اعلام شده و شامل حق آموزش ابتدایی اجباری رایگان برای همه، لزوم ایجاد آموزش متوسطه در دسترس همه، و نیز الزام ایجاد دسترسی مساوی به آموزش عالی، به‌طور ایدئال از طریق ارائهٔ آموزش عالی رایگان می‌شود.
اعضای سازمان علمی، فرهنگی و تربیتی ملل متحد در تاریخ ۱۴ دسامبر ۱۹۶۰ در یازدهمین اجلاس خود، کنوانسیون عدم تبعیض در آموزش و پرورش را تصویب کردند که در آن بر ممنوعیت هر گونه تبعیض در آموزش و پرورش تأکید شده بود. منظور از واژه «تبعیض» در این کنوانسیون، هرگونه تمایز و تفاوت گذاری، محروم سازی، ایجاد محدودیت، یا رجحان قائل شدن براساس نژاد، رنگ پوست، جنسیت، زبان، دین، عقیده سیاسی یا هر عقیده دیگری است.

تا قبل از دوره مشروطه در ایران زنان به صورت رسمی از حق تحصیل محروم بودند
با آغاز دوره تجددطلبی در ایران بحث تحصیلات زنان نیز مطرح شد. در آن سال‌ها که برای اعزام محصلان مرد به اروپا امتحان برگزار می‌شد برخی از روزنامه‌ها و نشریات در مورد لزوم یا عدم لزوم اعزام محصلان دختر به اروپا مطالبی را منتشر کردند.

## حقوق بشر و حقوق زنان
مبارزات مسالمت‌آمیز زنان ایران برای رفع تبعیض و برابری حقوقی با مردان با تکیه بر موازین بین‌المللی حقوق بشر یکی از صفحات درخشان تاریخ مبارزات جهانی زنان برای برابری حقوق با مردان است. ابتکار و نوآوری زنان ایران، شجاعت و استقامت‌شان در مقابل خشونت و سرکوب دولتی، ستایش جامعه جهانی از فعالان ایرانی حقوق زن را برانگیخته است. اگر مبارزه با حکومت‌های خودکامه برای کسب حقوق سیاسی با واکنش خشن دولت‌ها مواجهه بوده، مبارزات حق‌طلبانه زنان نیز با این نوع خشونت روبرو گشته و با بی‌توجهی حکمرانان و جامعه مردان مواجه بوده است. این در حالیست که کنوانسیون امحای کلیه اشکال تبعیض علیه زنان در سال ۱۹۸۱ و کنوانسیون حقوق کودک در سال ۱۹۸۹ با تصویب سازمان ملل لازم الاجرا شده‌اند.

## تجاوز و خشونت جنسی
خشونت چه جنسی باشد و چه غیرجنسی، همچنان یک مشکل عمده در بخش‌های بزرگی از جهان است.
اندازه‌گیری خشونت جنسی بسیار دشوار است و هیچ منبع واحدی از داده‌ها وجود ندارد که تصویر کاملی از جنایت ارائه دهد ما در این‌جا از مطالعات وزارت دادگستری و همچنین داده‌های وزارت بهداشت و خدمات انسانی و سایر منابع دولتی و دانشگاهی تکیه کرده‌ایم.
- هر ۶۸ ثانیه یک آمریکایی مورد تجاوز جنسی قرار می‌گیرد
- از هر ۶ زن آمریکایی، ۱ نفر در طول زندگی خود قربانی تلاش یا تجاوز کامل شده است (۱۴٫۸٪ تکمیل، ۲٫۸٪ تلاش).
- حدود ۳٪ از مردان آمریکایی - یا ۱ در ۳۳ - در طول زندگی خود تلاش یا تجاوز کامل را تجربه کرده‌اند.
- از سال ۲۰۰۹ تا ۲۰۱۳، آژانس‌های خدمات محافظت از کودکان ثابت کردند، یا شواهد قوی پیدا کردند که نشان می‌دهد، سالانه ۶۳۰۰۰ کودک قربانی آزار جنسی می‌شوند.
- اکثر کودکان قربانی ۱۲–۱۷ سال هستند. از قربانیان زیر ۱۸ سال: ۳۴ درصد از قربانیان تجاوز جنسی و تجاوز جنسی زیر ۱۲ سال سن دارند و ۶۶ درصد از قربانیان تجاوز جنسی و تجاوز جنسی ۱۲ تا ۱۷٫۶ سال سن دارند.[۱۲][۱۳][۱۴]

همچنین طبق گزارشی که از سوی دفتر اطلاعات شورای دولتی چین منتشر شده، آمده است: یک پنجم از دانشجویان و تقریباً سه هزار سرباز زن آمریکایی در سال ۲۰۰۸ قربانی تجاوزهای جنسی بودند که این رقم در مقایسه با سال ۲۰۰۷ حدود ۹ درصد افزایش داشته است.

## اقدام زنان برای کسب حقوق خود
پیش از مرور تاریخچهٔ مبارزات زنان برای احقاق حقوق خود در آمریکا، حقایقی از وضعیت زنان آن دوران را بیان می‌کنیم:
- زنان متأهل از نظر قانون مرده بودند
- زنان حق رای نداشتند
- زنان متأهل حق مالکیت نداشتند
- شوهران بر زنان خود اختیار و مسئولیت قانونی داشتند تا جایی که می‌توانستند بدون مجازات آنها را زندانی یا کتک بزنند.
- قوانین طلاق و حضانت فرزندان به نفع مردان بود و هیچ حقی برای زنان قائل نبود
- اکثر مشاغل به روی زنان بسته بود و زمانی که زنان کار می‌کردند تنها کسری از درآمد مردان به آنها دستمزد می‌رسید
- زنان اجازه ورود به مشاغلی مانند پزشکی یا وکالت را نداشتند
- زنان هیچ وسیله ای برای تحصیل نداشتند زیرا هیچ کالج یا دانشگاهی دانشجوی زن را نمی‌پذیرفت
- تنها به استثنای چند مورد، زنان حق شرکت در امور کلیسا را نداشتند[۱۵][۱۶]

کمپین برای حق رای زنان به‌طور جدی در دهه‌های قبل از جنگ داخلی آغاز شد. در طول دهه‌های ۱۸۲۰ و ۱۸۳۰، اکثر ایالت‌ها حق امتیاز را به همه مردان سفیدپوست می‌دادند. در همان زمان، گروه‌های اصلاحی در سراسر ایالات متحده در حال گسترش بودند - اتحادیه‌های اعتدال، جنبش‌های مذهبی، جوامع اصلاحی اخلاقی، سازمان‌های ضد برده داری - و در بسیاری از این گروه‌ها، زنان نقش برجسته ای داشتند. بسیاری از زنان آمریکایی شروع کردند به مخالفت با آنچه مورخان «فرقه زن واقعی» نامیده‌اند: یعنی این ایده که تنها زن «واقعی» یک همسر و مادری وارسته و مطیع است که منحصراً به خانه و خانواده توجه دارد.
در اواخر دهه ۱۸۰۰ و اوایل دهه ۱۹۰۰، زنان و سازمان‌های زنان نه تنها برای به دست آوردن حق رأی تلاش کردند، بلکه برای برابری اقتصادی و سیاسی گسترده و اصلاحات اجتماعی نیز تلاش کردند. بین سالهای ۱۸۸۰ و ۱۹۱۰، تعداد زنان شاغل در ایالات متحده از ۲٫۶ میلیون به ۷٫۸ میلیون افزایش یافت. اگرچه زنان شروع به استخدام در تجارت و صنعت کردند، اکثر موقعیت‌های با درآمد بهتر به مردان تعلق گرفت. در آغاز قرن، ۶۰ درصد از کل زنان شاغل به عنوان خدمتکار خانگی مشغول به کار بودند. در عرصه سیاست، زنان حق کنترل درآمد، مالکیت و در صورت طلاق، حضانت فرزندان خود را به دست آوردند. تا سال ۱۸۹۶، زنان در چهار ایالت (وایومینگ، کلرادو، آیداهو و یوتا) حق رأی به دست آوردند.
جنبش حق رأی زنان مبارزه ای چند دهه ای برای به دست آوردن حق رأی برای زنان در ایالات متحده بود. نزدیک به ۱۰۰ سال طول کشید تا فعالان و اصلاح طلبان این حق را به دست آورند و کارزار آسانی نبود.
روز جهانی زنان که هر ساله در هشتم مارس جشن گرفته می‌شود، جشنی جهانی برای گرامیداشت دستاوردهای اجتماعی، اقتصادی، فرهنگی و سیاسی زنان است. با تصویب نوزدهمین متمم قانون اساسی ایالات متحده در ۲۶ اوت ۱۹۲۰ توسط رابرت لنسینگ وزیر امور خارجه، زنان در ایالات متحده حق رای به دست آوردند. روز جهانی زنان هنوز با ریشه‌های سیاسی خود مرتبط است و با اعتراضات برای تغییرات اجتماعی مشخص می‌شود. در کشورهای دیگر، روز جهانی زن بیشتر فرهنگی است تا سیاسی.

## تاریخچه حقوق زنان در ادیان

### زن در اسلام
موقعیت زنان در اسلام، همواره مورد اختلاف نظر بوده است. با ظهور اسلام، زنده به گور کردن دختران که از آداب عرب بود، کنار گذاشته شد، در پیمان ازدواج به جای این که پدر دختر به دامادش کابین بپردازد، مقرر شد که شوهر به همسرش مهریه بپردازد. زنان حق مالکیت فردی به دست آوردند و حق میراث برای آن‌ها در نظر گرفته شد؛ در حالی‌که پیش تر فقط خویشاوندانِ مرد حقّ ارث بردن داشتند. به این صورت، با ظهور اسلام موقعیت اجتماعی زنان پیشرفت کرد. همچنین پیامبر اسلام بر حسب فرمان الهی در آیه دوازده سوره ممتحنه با شرایط معینی با زنان بیعت فرمود و بر مبنای آن بیعت، زنان را در امور سیاسی و شوون اجتماعی و اقتصادی شریک ساخت. شریعت اسلام با توجه به تفاوت ویژگی‌های زنان و مردان تفاوت‌هایی برای تکالیف، حقوق و نقش‌های زنان و مردان قائل شده است. قرآن، مردان را قیّم و سرپرستِ زنان و مسئول حفاظت از آن‌ها می‌داند.

 مردان مسلط بر زنان و سرپرست ایشان‌اند چرا که خداوند برخی را بر برخی دیگر برتری داده است؛ پس مردان از اموال خویش به زنان نفقه دهند و زنان شایسته و مطیع و حافظان خانه در غیاب شوهر باشند و آنچه خداوند به نگهداری آن دستور داده، نگه‌دارند.

## نگارخانه

سوزان آنتونی لحظاتی قبل از دستگیری و در حال کتک خوردن بخاطر تلاش جهت رأی دادن در انتخابات در سال ۱۸۷۲. او بخاطر ثبت نام برای رأی دادن در انتخابات ۱۰۰ دلار جریمه شد.